# Carex planiscapa
Carex planiscapa är en halvgräsart som beskrevs av Woon Young Chun och Foon Chew How. Carex planiscapa ingår i släktet starrar, och familjen halvgräs.
Artens utbredningsområde är Hainan (Kina). Inga underarter finns listade i Catalogue of Life.